# Jamuka
Jamuka (??-1206), ook Jamuqa, Yamuka en dergelijke, was de anda van Dzjengis Khan vanaf toen de jongemannen een jaar of twaalf waren. Later werd deze band nog enkele malen opnieuw bevestigd, totdat zij ruzie kregen. Vanaf dat moment waren ze rivalen om de macht. Dit was rond hun twintigste.

## Levensloop
Jamuka was een Jadirat, een clan van de stam van de Keiraieten. Hij werd leider van een deel van de Mongolen, net als Genghis Khan. Beiden waren vazal bij Ong Khan. Deze speelde de twee regelmatig tegen elkaar uit omdat beiden populairder waren dan hij en hij afhankelijk van hun loyaliteit en macht was. Waar de beide vrienden in ongeveer 1185 nog samen keizerin Börte gingen bevrijden van de Merkieten, die haar geroofd hadden als wraak op de roof van Hoelun, vele jaren eerder, waren ze vanaf 1201 voorgoed vijanden, doordat zowel Genghis Khan als Jamuka de titel van khan van de Mongolen claimden. Beide leiders waren populair, maar door slim spel slaagde Genghis Khan er in Jamuka te ontdoen van volgelingen.
Toen in 1206 Jamuka door zijn eigen onderdanen verraden werd, handelde Genghis onverwacht. Waar men zou verwachten dat hij de verraders zou belonen, besloot hij die te doden en Jamuka de vrijheid te schenken - want het andaschap was de belangrijkste band in de Mongoolse maatschappij. Daarom wilde Genghis, die nog altijd vriendschap leek te voelen voor zijn rivaal, hem sparen. Jamuka was echter zelf degene die hem overhaalde dit niet te doen. Hij wilde niets weten van een positie aan het hof van zijn rivaal, omdat hij bang was dat dit tot nieuwe verdeeldheid zou leiden. Om die reden vroeg Jamuka om zijn dood. Hij werd geëxecuteerd op de traditionele, in de yasak voorgeschreven manier om leiders te executeren: hij werd in een tapijt gerold en daarna werd zijn rug gebroken doordat paarden over het tapijt renden. Hierdoor vloeide geen bloed, in lijn met de shamanitische regels. 
Behalve hun band als bloedbroeders beroemden Jamuka en Genghis Khan zich op dezelfde voorvaderen: Bodonchar de Dwaas en Alan de Rechtvaardige. Dit waren de (semi-)mythologische voorvaderen van de meeste Mongoolse leiders van het moment. 